# شركة التمويل
شركة التمويل (FICO) هي كبان قانوني مختلط أنشئ تحت إشراف  الحكومة الفدرالية الأمريكية.وتتولى جميع الأصول والخصوم لشركة تأمين المدخرات والقروض الفيدرالية المعسرة (FSLIC) وتعمل كأداة تمويل لصندوق القرار  Resolution Fund ، والذي أنشئ  بعد إلغاء قانون إصلاح المؤسسات المالية واستردادها وإنفاذها لعام 1989 (FIRREA). 
التزامات الشركة:
- في يوليو 1997 ، بلغت ديونها المستحقة 8.2 مليار دولار. [2]
- يتم تمويل مدفوعات الفائدة على السندات من خلال أقساط صندوق التأمين على الودائع (DIF) التابعة لمؤسسة تأمين الودائع الفيدرالية (FDIC).

أهداف الشركة:
- الإشراف على إعادة هيكلة النظام المصرفي والتمويل من خلال إدارة المؤسسات الفاشلة.
- دعم صندوق قرار Resolution Fund لضمان استقرار القطاع المصرفي.[4]